# Лара (Цаленджіхський муніципалітет)
Лара (груз. ლარა) — село в Грузії.
За даними перепису населення 2014 року в селі проживає 240 осіб.